# Ignazio Visconti
Ignazio Visconti (ur. 31 lipca 1682 w Mediolanie, zm. 4 maja 1755 w Rzymie) – generał jezuitów.
Profesor i prowincjał w rodzinnym mieście, od 1737 asystent Włoch. Wybrany na najwyższy urząd 4 lipca 1751. Głównym problemem, który musiał rozwiązać, był traktat madrycki (1750), który podzielił między Hiszpanię i Portugalię redukcje misyjne – dotąd de facto niepodległe państwo indiańskie kierowane przez jezuitów. W związku z powstańczymi nastrojami, zarządził wycofanie się stamtąd. Ponadto zakazał Antoine de La Valette robienia biznesu na Martynice. Już po śmierci Viscontiego nieposłuszeństwo w obu tych sprawach doprowadziło do kasaty Towarzystwa Jezusowego.